# Guillaume de Marcillat

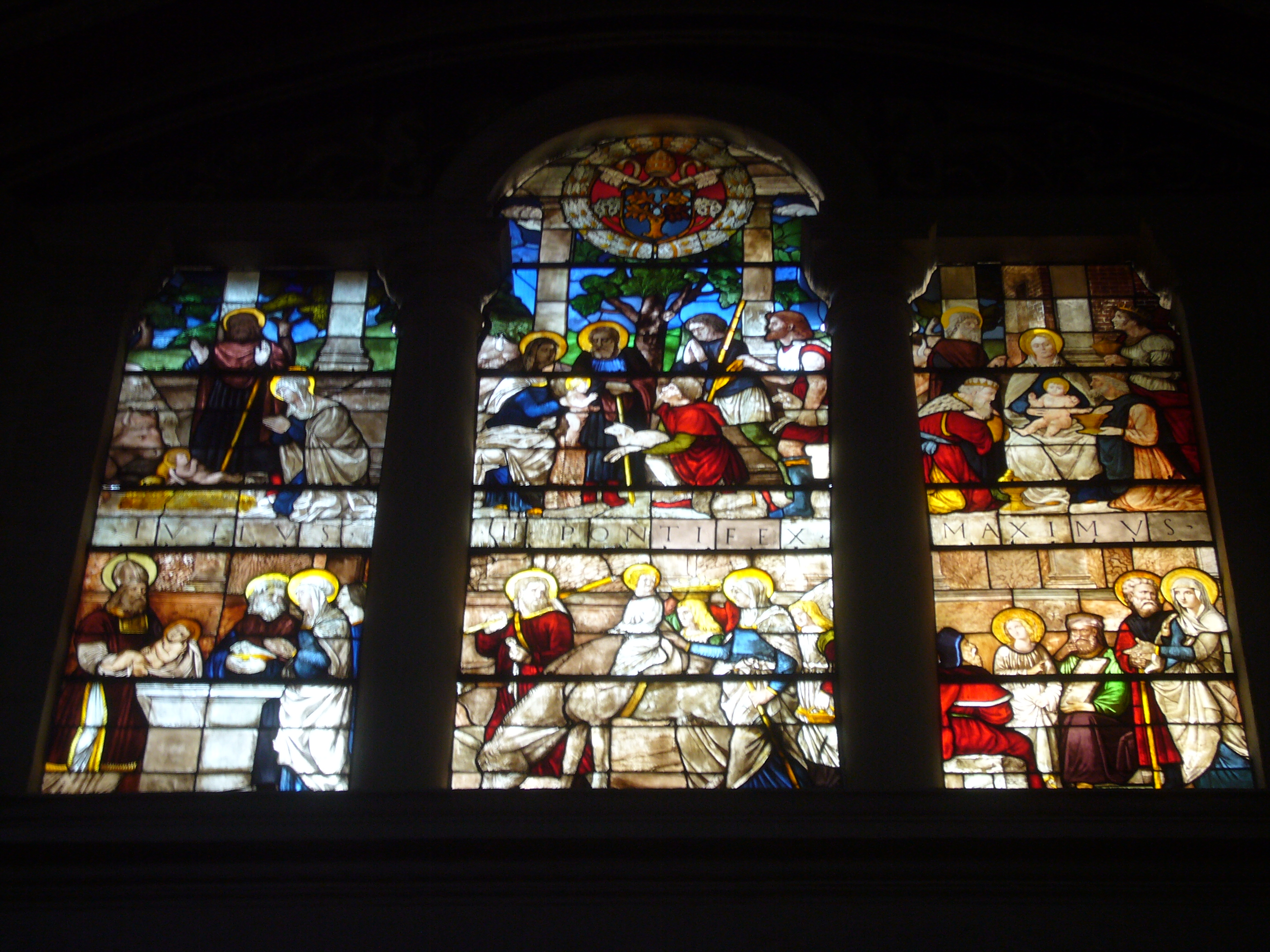
Marcillats glasmålningar i Santa Maria del Popolo i Rom.

Guillaume de Marcillat, även Guglielmo di Pietro de Marcillat och Guglielmo da Marsiglia, född 1470 i La Châtre, död 30 juli 1529 i Arezzo, var en fransk konstnär och glasmålare.
På uppdrag av påve Julius II utförde Marcillat år 1509 glasmålningar i koret i kyrkan Santa Maria del Popolo i Rom. Målningarna framställer scener ur Jesu barndom och ur Jungfru Marias liv.
Han har även utfört verk i Arezzos katedral och San Francesco i samma stad.